# Steffen Radochla
Steffen Radochla (Leipzig, 19 d'octubre de 1978) va ser un ciclista alemany que fou professional de 2001 a 2013. Entre el seu palmarès hi ha curses com el Memorial Rik van Steenbergen o la Veenendaal-Veenendaal.

## Palmarès
- 2000
  - 1r a la Rund um Berlin
  - Vencedor d'una etapa a la Volta a Saxònia
- 2001
  - Vencedor d'una etapa a l'Étoile de Bessèges
- 2002
  - 1r al Memorial Rik van Steenbergen
  - Vencedor d'una etapa a la Volta a Saxònia
  - Vencedor d'una etapa a la Volta a Hessen
- 2003
  - Vencedor d'una etapa a la Volta a Àustria
- 2006
  - Vencedor de 2 etapes al Giro del Cap
  - Vencedor d'una etapa al Tour de Poitou-Charentes
- 2007
  - 1r a la Veenendaal-Veenendaal
  - Vencedor d'una etapa a la Volta a Renània-Palatinat
- 2008
  - 1r a la Neuseen Classics
  - Vencedor d'una etapa a la Szlakiem Grodów Piastowskich
- 2009
  - Vencedor d'una etapa a la Volta a l'Alentejo
- 2011
  - Vencedor d'una etapa a la Cursa de Solidarność i els Atletes Olímpics